# 사마귀입술박쥐
사마귀입술박쥐(Trachops cirrhosus)은 주걱박쥐과에 속하는 박쥐의 일종이다. 멕시코 남부부터 볼리비아와 브라질 남부까지 지역에서 발견된다. 3종의 아종이 알려져 있으며, 화석종은 없다. 사마귀입술박쥐속(Trachops)의 유일종이다.